# Paralobozetes longirostralis
Paralobozetes longirostralis är en kvalsterart som beskrevs av Tseng 1984. Paralobozetes longirostralis ingår i släktet Paralobozetes och familjen Mochlozetidae. Inga underarter finns listade i Catalogue of Life.